# Westfälischer Barock
Der Westfälische Barock bezeichnet einen von 1660 bis 1780 in Westfalen herrschenden Baustil, der zahlreiche Einflüsse aus anderen Regionen verarbeitete und zu einem einheitlichen Stil verschmolz. Der wichtigste Repräsentant des Stils ist Johann Conrad Schlaun.

## Forschungsgeschichte
Die Forschungen zum Westfälischen Barock setzten 1909 mit dem Werk Heinrich Hartmanns zum prominentesten Baumeister der Region, Johann Conrad Schlaun, ein. Das 1936 erschienene Werk von Theodor Rensing über Schlaun machte dann dessen Werk einer größeren Öffentlichkeit bekannt. Durch die Konzentrierung auf den bedeutendsten Barockbaumeisters in Westfalen ergab sich zwangsläufig eine Konzentration auf dessen engeres Wirkungsgebiet in Münster und dem Münsterland. Erst allmählich rückten nach 1950, und vor allem durch die Forschungen Rensings, auch die westfälischen Randgebiete stärker in das wissenschaftliche Bewusstsein. Dabei ist vor allem der Weserbarock als eigene Stilrichtung vom Westfälischen Barock zu unterscheiden.

## Territoriale Voraussetzungen

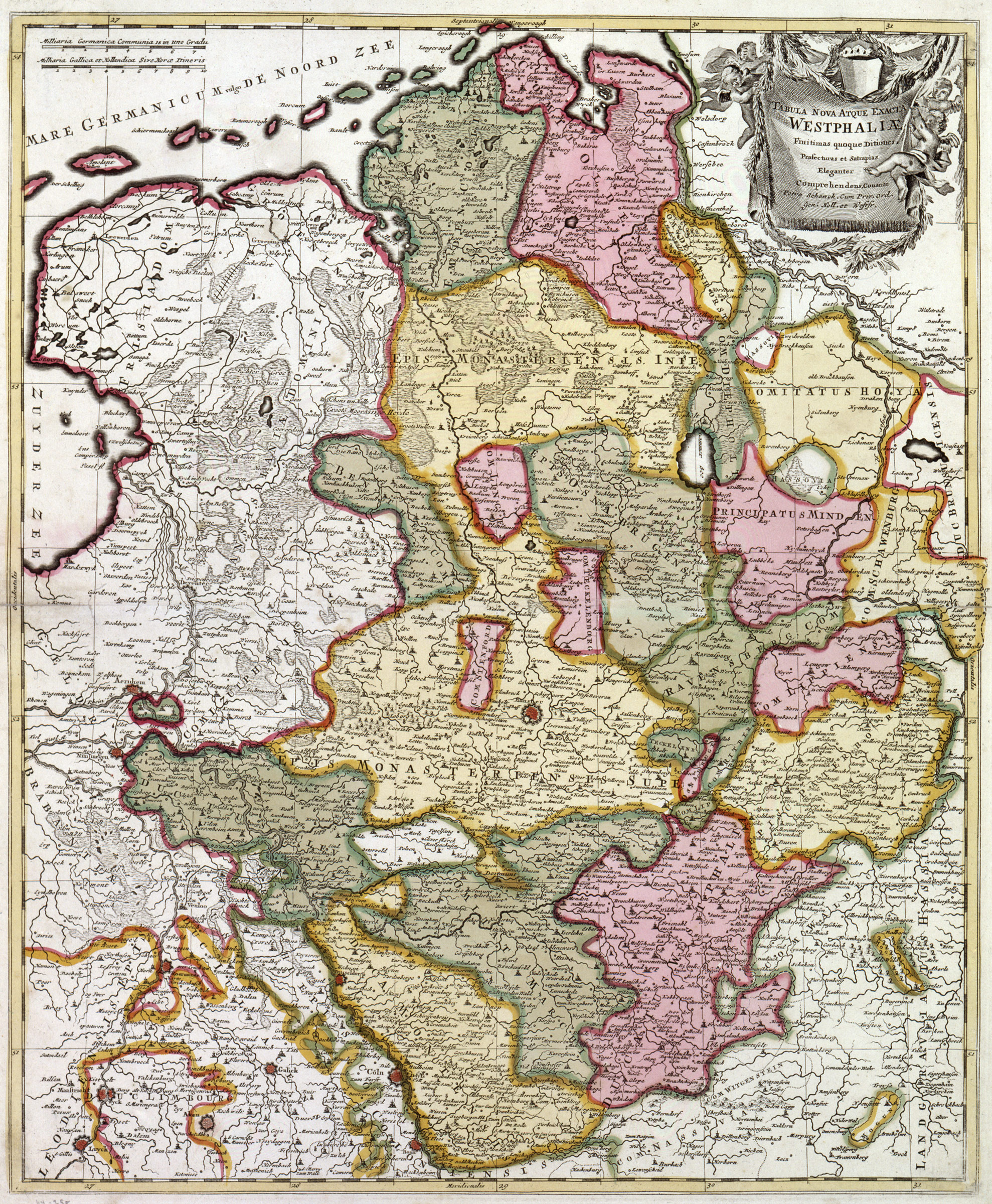
Landkarte Westfalens von Peter Schenk dem Älteren um 1710

Der 1648 in Münster und Osnabrück geschlossene Westfälische Friede schuf die territoriale Einteilung, die bis zum Wiener Kongress 1815 Gültigkeit behielt. Zusammen mit dem zum Kurfürstentum Köln gehörenden Herzogtum Westfalen bildeten die vier westfälischen Hochstifte Münster, Paderborn, Minden und Osnabrück sowie die Reichsabtei Corvey die größte in sich geschlossene Gruppe, mit der zeitweise auch das Hildesheim in Personalunion verbunden war. Dem Hochstift Münster war das Niederstift Münster zugehörig. Während für das Hochstift Osnabrück eine alternierende Lösung vereinbart wurde, die zwischen einem gewählten (katholischen) und einem (protestantischen) Fürsten aus dem Hause Hannover wechselte, so fiel das Hochstift Minden 1648 gänzlich an Brandenburg-Preußen. Als auch die ehemalige Grafschaft Mark nach der Teilung der Herzogtümer Jülich-Kleve-Berg zusammen mit dem Herzogtum Kleve und der Grafschaft Ravensberg 1666 endgültig an das Kurfürstentum Brandenburg fiel, wurde dieses zugleich zur dominierenden Kraft im protestantischen Lager Westfalens. Die in einen reformierten und katholischen Zweig geteilte Grafschaft Nassau-Siegen fiel 1743, nach dem Aussterben des katholischen Zweigs, gänzlich an Wilhelm IV. von Nassau-Oranien. Im Jahr 1699 kam zudem die Grafschaft Rietberg durch Erbschaft an die Grafen von Kaunitz, die ihren Besitz von Wien aus regierten. Übergreifend organisiert waren die meisten der westfälischen Territorien im Westfälischen Reichskreis. Der Reichsdeputationshauptschluss von 1803 und die nachfolgende Gründung des napoleonischen Königreichs Westphalen brachte das Ende der bisherigen territorialen Struktur, an deren Stelle das Preußen als neue politische Ordnungsmacht in der Region trat.

## Architektonische Entwicklung
Die Knappheit natürlicher Sandsteinvorkommen im Münsterland hatte hier seit dem ausgehenden Mittelalter die sichtbare Verwendung von Backstein gefördert, meist in Kombination mit dem leicht zu bearbeitenden Baumberger Kalksandstein, der westlich von Münster gebrochen wurde. Diese Materialkombination blieb dann auch für die Zeit des Barock für das nordwestliche Westfalen verbindlich, während in den übrigen Landesteilen örtliche Kalk- und Sandsteinvorkommen genutzt wurden. Der v. a. für Turmdeckungen beliebte Schiefer wurde aus dem Bergischen Land bezogen.
Die Architektur des westfälischen Barocks vereinigt zahlreiche Einflüsse aus anderen Regionen. Nachdem zunächst noch mittelalterliche Traditionen wirksam geblieben waren, war vor allem die frühe Phase aufgrund der geographische Nähe entscheidend vom Klassizistischen Barock der Niederlande geprägt. Später kamen verstärkt Einflüsse des fränkischen Barocks hinzu. Die Reisen Lambert Friedrich Corfeys und Johann Conrad Schlauns wiederum hatten diese mit italienischer und französischer Barockarchitektur in Kontakt gebracht. Andere Einflüsse erfolgten über auswärtige Bauherren, etwa aus dem Hause Wittelsbach, die eigene Architekten wie François de Cuvilliés mit Planungen beauftragten, die dann in die gebauten Projekte einflossen.

### Sakralbau

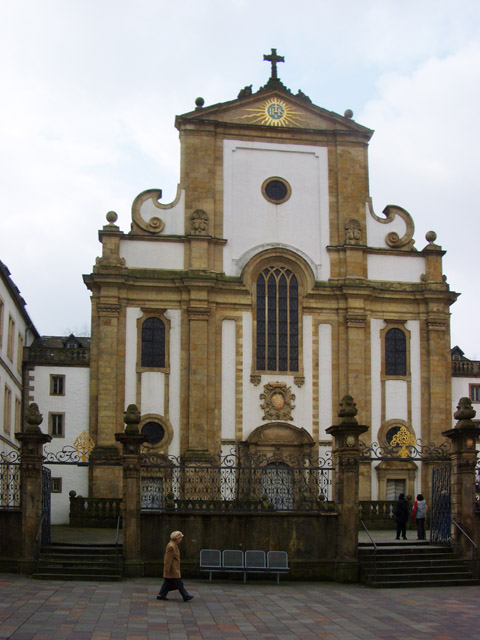
Jesuitenkirche in Paderborn

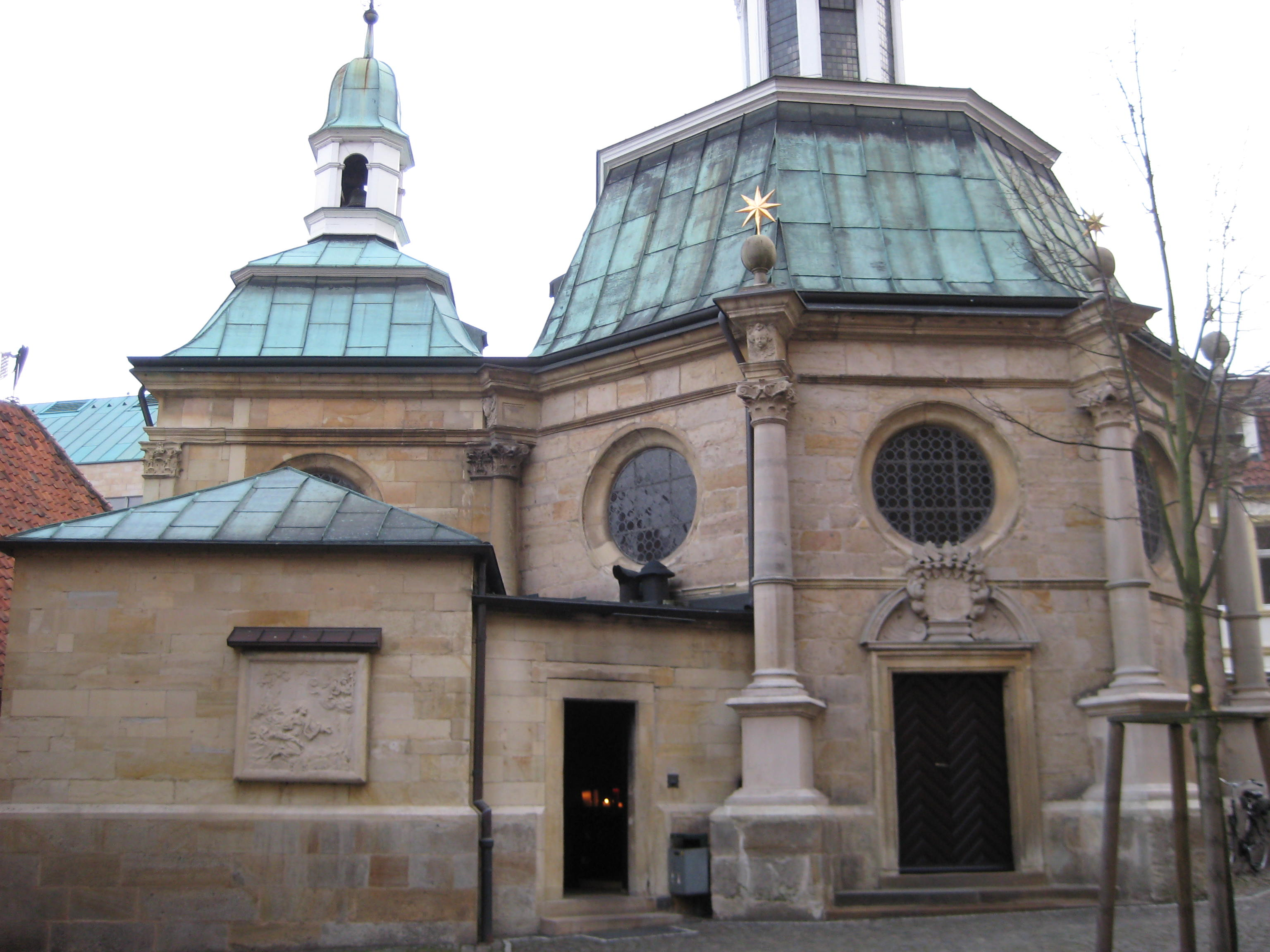
Marienkapelle in Telgte

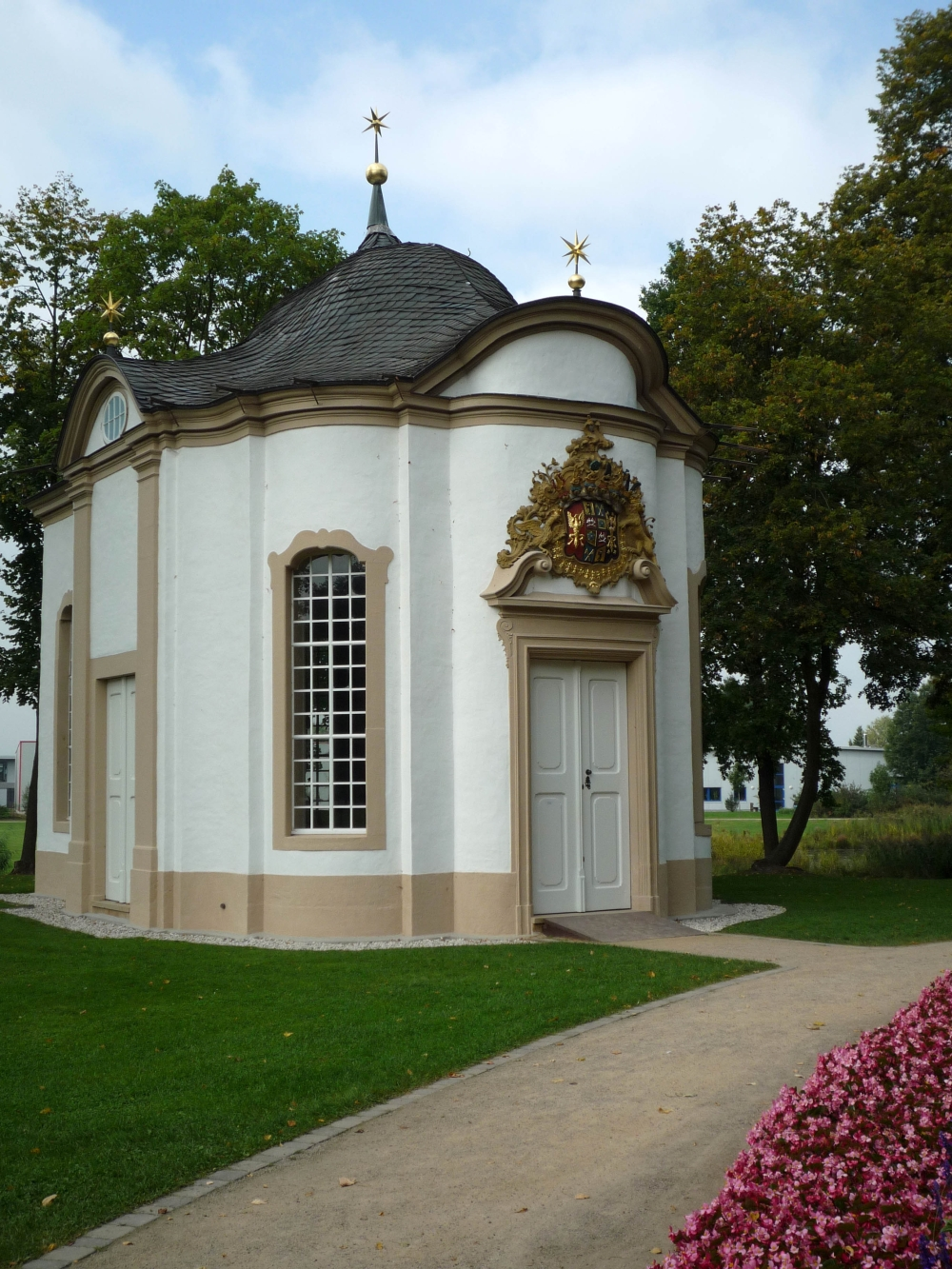
Johannes-Nepomuk-Kapelle in Rietberg

Im katholischen Kirchenbau herrschte zunächst die Stilrichtung der barocken Nachgotik vor. Auf eine Stiftung von Christoph Bernhard von Galen, Fürstbischof von Münster, gehen die ab 1663 entstandenen, noch ganz gotisch gehaltenen „Galenschen Kapellen“ am Chorumgang des Münsteraner Domes zurück. Unter ihm, der zugleich auch Abt des Klosters Corvey war, entstand die als kreuzrippengewölbte Wandpfeilerkirche erbaute Abteikirche von Corvey. Auch die 1670 bis 1674 von Fürstbischof Christoph Bernhard von Galen und Graf Ernst Wilhelm von Bentheim gemeinschaftlich errichtete Kirche St. Johannes der Täufer in Bentheim bediente sich der gotischen Formensprache.
Eine besondere Bedeutung fand die Nachgotik in den Kirchenbauten des Jesuitenfraters Anton Hülse, der sich dabei auf das beherrschende Vorbild der Kölner Jesuitenkirche St. Mariae Himmelfahrt stützen konnte. Der Coesfelder Jesuitenkirche St. Ignatius von 1673 bis 1692 folgte ab 1682 die gleichfalls 1692 fertiggestellte Jesuitenkirche von Paderborn, der sich in den Jahren 1702 bis 1724 die Siegener Jesuitenkirche St. Mariae Himmelfahrt anschloss. Eine Verbindung zur gotischen Kirchenbaukunst des Mittelalters stellte dabei die Münsteraner Petrikirche von 1590/97 her. In Münster errichtete Hülse 1687 bis 1698 die Observantenkirche als gotisierende Wandpfeilerkirche, deren Bautypus sich auf die zwei Jahrhunderte ältere spätgotische Klosterkirche der Augustinerchorherren in Dalheim stützen konnte. Von seinem 1694 in Hildesheim errichteten Jesuitenkolleg ist nach Kriegszerstörung nur noch die zum kleinen Domhof gelegene Giebelfassade der Kirche erhalten.
Neben dieser autochthonen Entwicklung machten sich zunehmend auch auswärtige Einflüsse bemerkbar. Eine neuartige Komponente brachte dabei bereits die 1654–1657 von dem aus Dänemark gebürtigen Peter Pictorius als hexagonaler überkuppelter Zentralbau errichtete Marienkapelle in Telgte. Mit der Paderborner Franziskanerkirche, errichtet 1668–1671 durch Antonio Petrini aus Würzburg, äußerte sich zudem erstmals ein entschiedener Einfluss des fränkischen Barocks. Den flandrisch-niederländischen Einfluss repräsentiert die 1698 vollendete Michaelskirche in Paderborn des Kapuzinerpaters Ambrosius von Oelde, der seit 1685 auch als Dombaumeister die Barockisierung des Paderborner Domes leitete.
In Münster errichtete Lambert Friedrich von Corfey 1708 bis 1725 die Dominikanerkirche nach dem Vorbild der Kirche der Pariser Sorbonne (1635 von Jacques Lemercier). Mit seiner Fassade der Paderborner Gaukirche griff demgegenüber Franz Christoph Nagel 1746–49 betont borromineske Gestaltungselemente auf, rückübersetzt in das einfache Idiom der Region. Die ab 1751 nach Plänen des kurkölnischen Baumeisters Johann Heinrich Roth erbaute Kirche Maria Immaculata des Jesuitenkollegs Büren, die sich stilistisch dem süddeutschen Spätbarock anschließt.
Der bedeutendste Vertreter des Westfälischen Barocks ist Johann Conrad Schlaun. Nach seinem Erstlingswerk, der Kapuzinerkirche in Brakel von 1715 folgte 1724 bis 1728 die Aegidienkirche desselben Ordens in Münster, die beide, den Ordensvorschriften entsprechend, mit einer stark vereinfachten Fassade ausgestattet sind. Sein kirchlicher Hauptbau wurde die Clemenskirche (1745–1753) in Münster, für deren überkuppelten Zentralraum Schlaun römische Vorbilder, namentlich der Kirche Sant’Andrea al Quirinale von Gianlorenzo Bernini, verarbeitete.
Aufgrund ihrer formalen Qualität wurde die 1748 errichtete Johannes-Nepomuk-Kapelle in Rietberg lange Zeit Schlaun zugeschrieben, aber wohl nach Plänen eines Baumeisters aus Brünn, vermutlich Mauritz Grimm (1699–1757), für den österreichischen Staatskanzler Fürst Wenzel Anton von Kaunitz-Rietberg errichtet.

### Profanbau

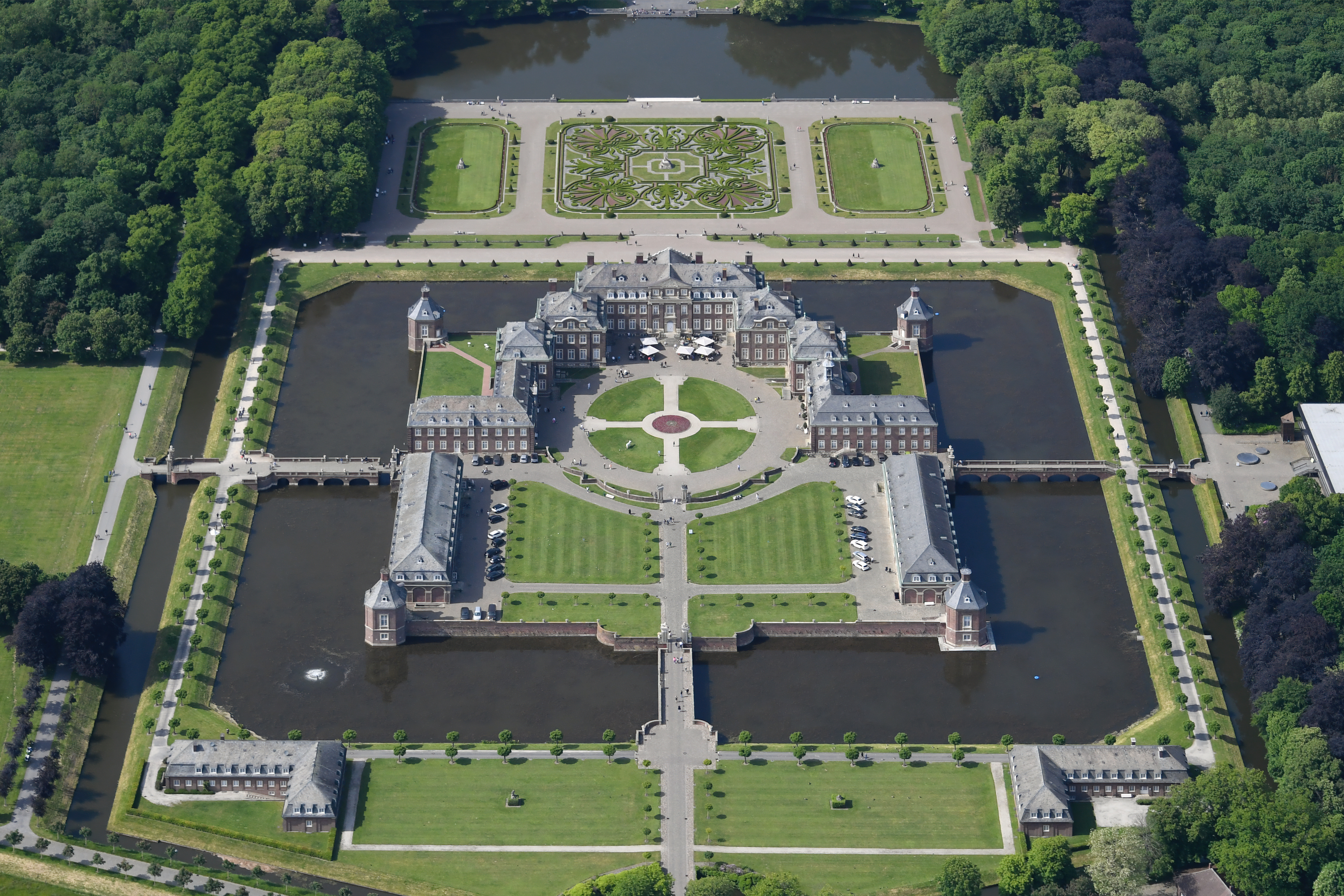
Schloss Nordkirchen, Luftbild der Schlossanlage

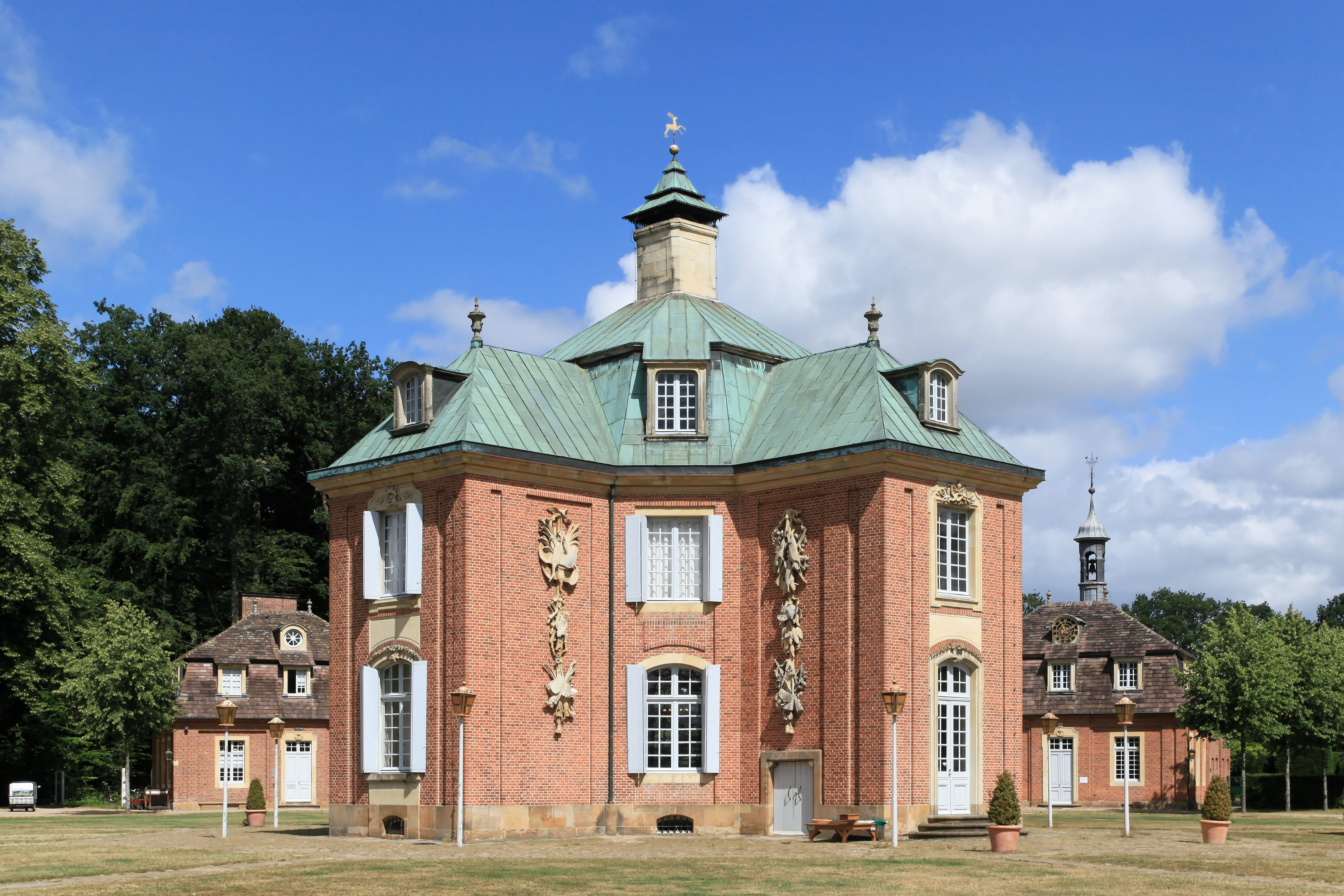
Schloss Clemenswerth, Zentralpavillon

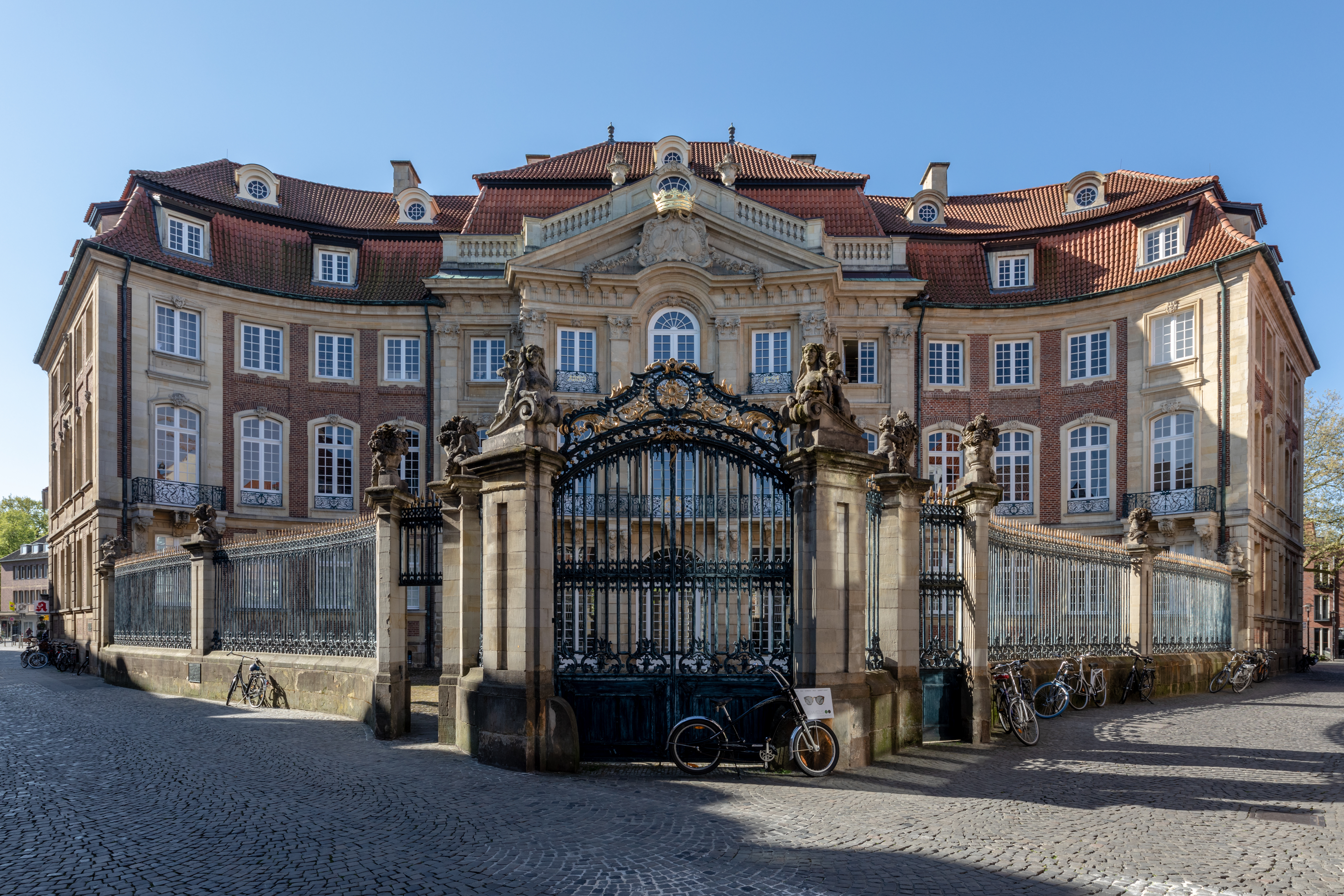
Münster, Erbdrostenhof

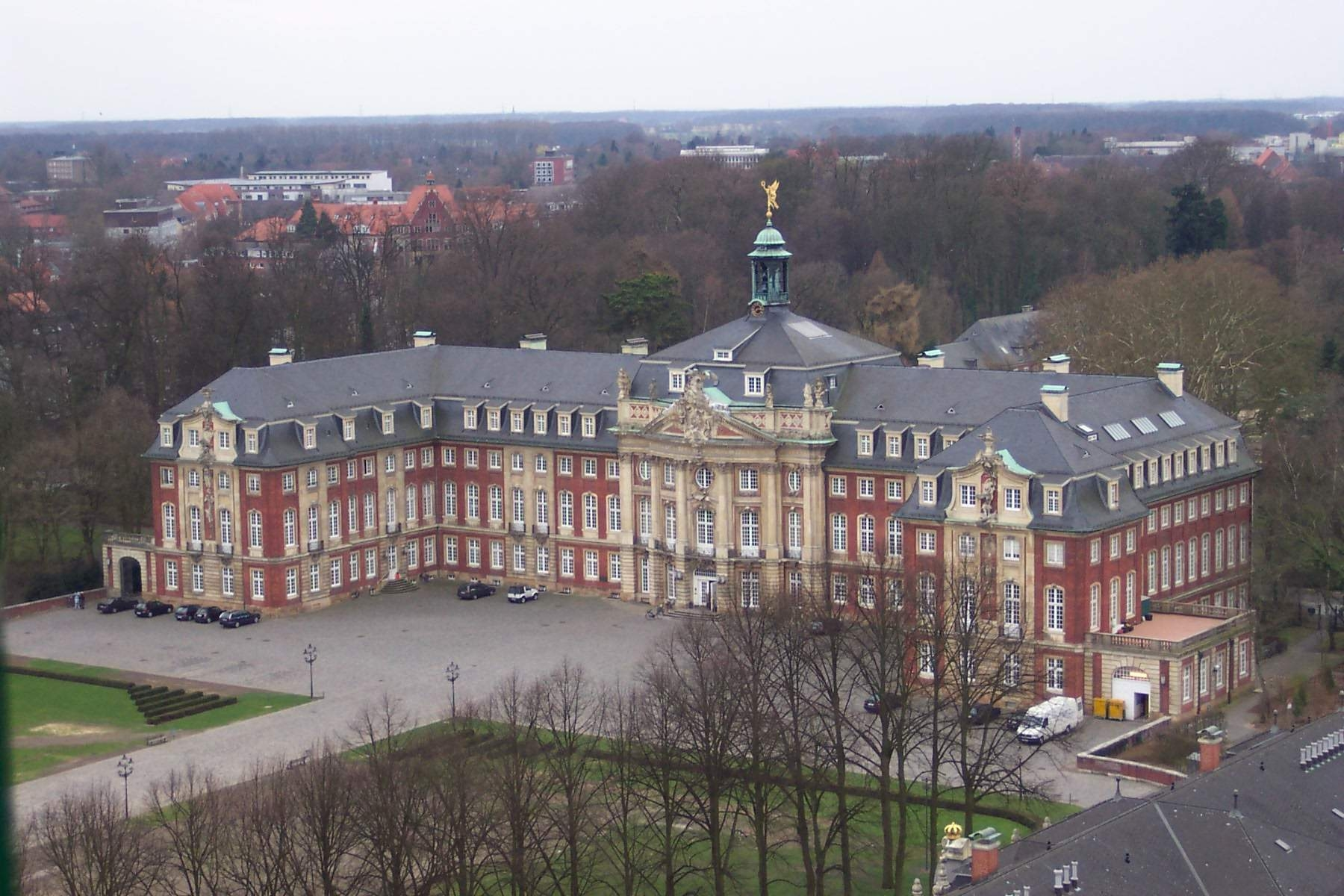
Schloss von Münster

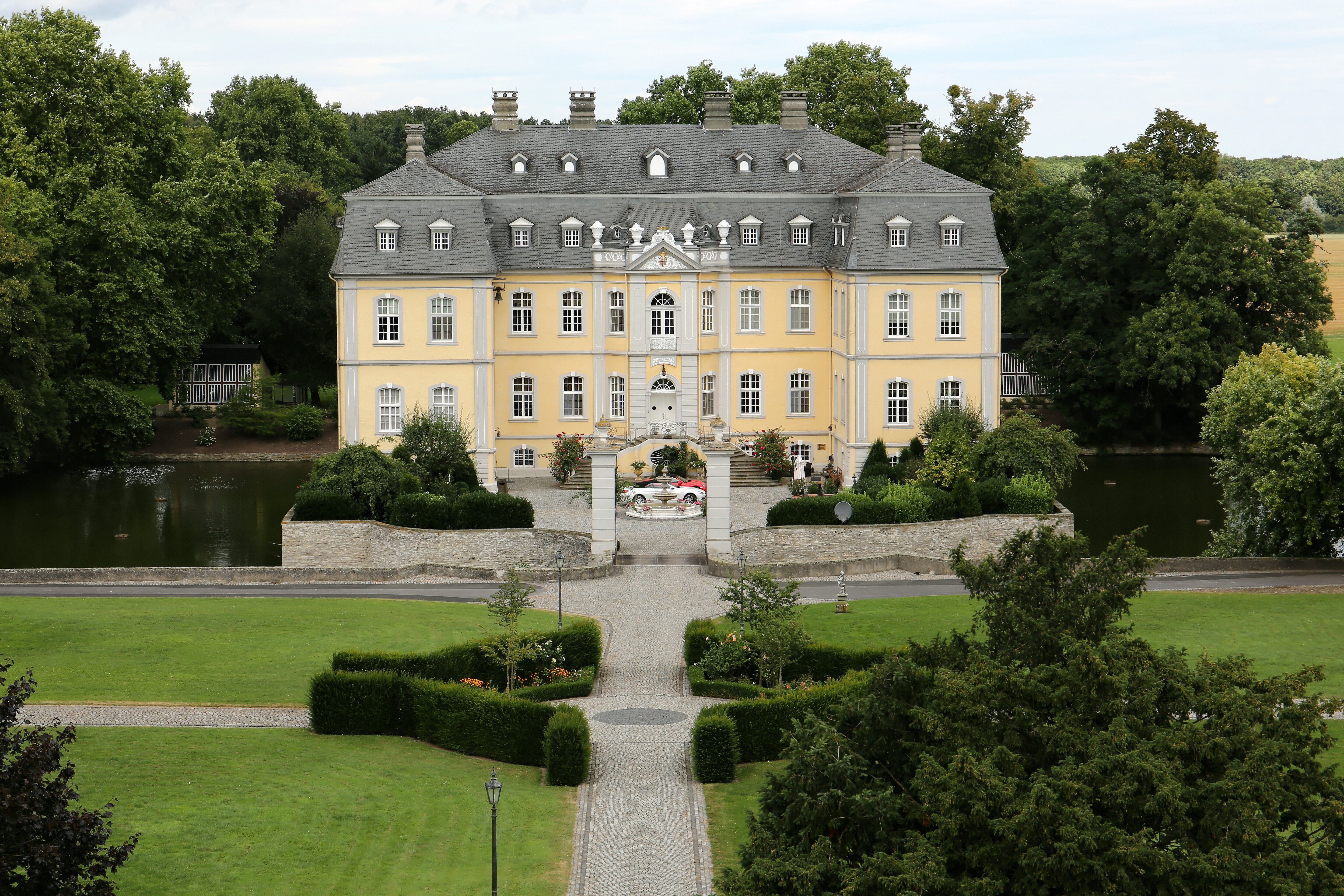
Schloss Schwarzenraben

Als erste der westfälischen Bischofsresidenzen ließ Fürstbischof Christoph Bernhard von Galen von 1656 bis 1659 durch Peter Pictorius als Residenzschloss in der Zitadelle von Coesfeld die (1761 zerstörte) Ludgerusburg errichten, eine im französischen Pavillonsystem errichtete Dreiflügelanlage mit einer durchgehenden Pilasterordnung, die das Mauritshuis in Den Haag zum Vorbild nimmt.  Nur wenig später, 1667 bis 1673, erhielt das Osnabrücker Schloss durch den protestantischen Osnabrücker Fürstbischofs Ernst August I. von Braunschweig-Lüneburg einen Neubau, dessen unter dem Einfluss von Schloss Raudnitz in Böhmen entstandener Entwurf Philippo Carato zugeschrieben wird.
Für Friedrich Christian von Plettenberg, Fürstbischof von Münster erbaute Ambrosius von Oelde 1689 bis 1697 Schloss Ahaus. Derselbe Bauherr gab 1703 die bedeutendste westfälische Residenzanlage, Schloss Nordkirchen, in Auftrag, dessen Bau bis 1734 von seinem Neffen Ferdinand fortgeführt wurde. Nach einer ersten Planung durch den niederländischen Architekten Jacob Roman ging der Bau an Gottfried Laurenz Pictorius und seinen Bruder Peter über, welcher letzterer 1718 den Bau einer Orangerie im Westgarten, die heutige Oranienburg, begann. Seit 1723 war Johann Conrad Schlaun zusehends in die Planungen eingebunden, um schließlich Peter Pictorius als örtlichen Bauleiter zu ersetzen.
Von Johann Conrad Schlaun stammen in der Folgezeit mehrere ungewöhnliche Schlossanlagen. Von 1737 bis 1747 errichtete er Schloss Clemenswerth als Jagdschloss für Kurfürst Clemens August I. in seinem Jagdgebiet, dem Hümmling. Die Anlage besteht aus einem kreuzförmig angelegten Zentralbau, umgeben von acht Pavillonbauten, von denen einer als Kapuzinerkloster mit angefügter Kapelle dient; als unmittelbares Vorbild diente die Pagodenburg im Park von Schloss Nymphenburg.
Ein Kleinod unter der barocken Adelshöfen Münsters stellt der Erbdrostenhof dar, erbaut 1753–57 für den münsterschen Erbdrosten Adolf Heidenreich Freiherr Droste zu Vischering. In städtebaulich markanter Weise wurde das Palais diagonal auf ein Eckgrundstück gesetzt und mit einer konkav geschwungenen Fassade im Sinne des römischen Barock ausgestattet.
Als letzte Residenzanlage des deutschen Spätbarocks errichtete Schlaun in den Jahren von 1767 bis 1787 Fürstbischof Maximilian Friedrich von Königsegg-Rothenfels anstelle der nach Eroberung der Stadt 1661 durch Fürstbischof Bernhard von Galen angelegten Zitadelle das Fürstbischöfliche Schloss in Münster.
Infolge der vorwiegend landwirtschaftlich geprägten Kultur spielte die Bauaufgabe der Herrenhäuser von Adelsgütern eine wesentliche Rolle im Baugeschehen, wobei sich zunehmend die gesteigerten Wohnbedürfnisse des Adels geltend machten. Wie die meisten der Landhäuser Schlauns ging auch Schloss Beck in Kirchhellen, erbaut 1766 bis 1771 für Friedrich Florenz Raban von der Wenge, in Baukubatur und Grundrissanordnung – etwa der wirtschaftlichen Nutzung des Kellergeschosses – eine Synthese des neuen Bautypus des Lusthauses mit dem des Herrenhauses ein. In Schloss Schwarzenraben, einem Amtshof des Paderborner Domkapitels, errichtete der Landdrost Ferdinand Friedrich Freiherr von Hörde 1765 bis 1768 einen Neubau durch Johann Matthias Kitz aus Arolsen. Im östlichen Westfalen erbaute der Hildesheimer Landbaumeister Justus Wehmer die Schlösser in Körtlinghausen, Vinsebeck und Welda.

### Ausklang

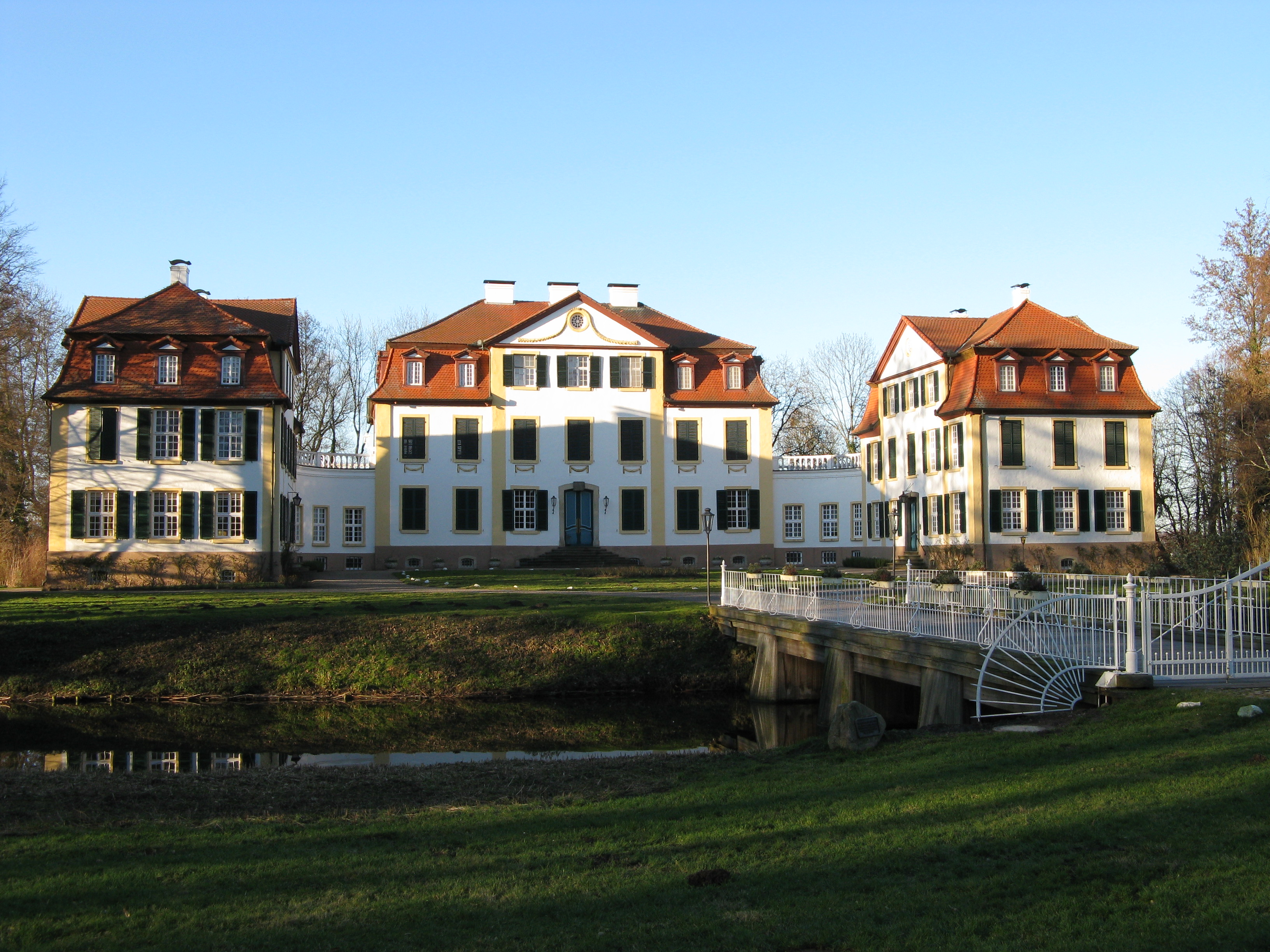
Schloss Hüffe

Der nach dem Siebenjährigen Krieg errichtete spätbarocke Münsteraner Schlossbau erschien bereits zu seiner Erbauungszeit als anachronistisch. Wilhelm Ferdinand Lipper (1733–1800), der im Jahre 1774 mit der Fortführung der Bauarbeiten und der Vervollständigung der Innenausstattung beauftragt wurde, wechselte daher beim Bau von Eingangshalle, Treppenhaus und Festsaal in die klassizistische Formensprache.
Von dem hessischen Architekten Simon Louis du Ry stammen in Ostwestfalen Schloss Fürstenberg, errichtet 1774 bis 1783 für Friedrich Wilhelm von Westphalen, Bischof von Hildesheim und Paderborn, sowie das 1775–1784 erbaute Schloss Hüffe.